# Зигмунт Бауман
 Тази статия е за социолога Зигмунт Бауман.  За други личности със същата фамилия вижте Бауман.  
Зѝгмунт Бауман (на полски: Zygmunt Bauman; на английски: Zygmunt Bauman) е полски социолог.
Той е сред най-известните теоретици в социологията  От 1971 г. живее в Англия, след като е бил изгонен от Полша при антисемитска кампания, водена от комунистическото управление, което той преди това подкрепя. Професор по социология в Университета на Лийдс (и почетен професор от 1990 г.), Бауман е известен на първо място със своя анализ на връзките между модерността и Холокоста и постмодерния консумеризъм.

## Биография
Зигмунт Бауман е роден на 19 ноември 1925 г. в семейство на непрактикуващи еврейските традиции родители полски евреи в Познан, Полша. Когато нацистите нахлуват в Полша през 1939 г., семейството бяга на изток към Съветския съюз. Бауман отива да служи в контролирана от СССР Първа полска армия, работейки като инструктор по политическо обучение и взимайки участие в битките при Колберг (сега Колобжег) и битката при Берлин. През май 1945 г. е награден с полския военен кръст за доблест.